# Aeroporto di Dabolim
L'aeroporto di Dabolim è l'aeroporto che serve lo stato federale indiano di Goa. Si trova presso la città di Vasco da Gama a circa 30 km dalla capitale Panaji.

## Storia
L'aeroporto nel 2004 ha gestito 9 000 arrivi e partenze per un totale di 650 000 passeggeri.

## Servizi
- Hotel "Fort Aguada"

## Collegamenti con Goa
L'aeroporto è servito da due National Higways, la 566 e la 366, che si intersecano nelle vicinanze dell'ingresso all'aeroporto: esse collegano, a loro volta, l'impianto aeroportuale con la NH66, nel villaggio di Verna. Non lontano dall'aeroporto si trova la stazione ferroviaria di Dabolim, che collega l'aeroporto con la rete ferroviaria nazionale.